# Kopaniec

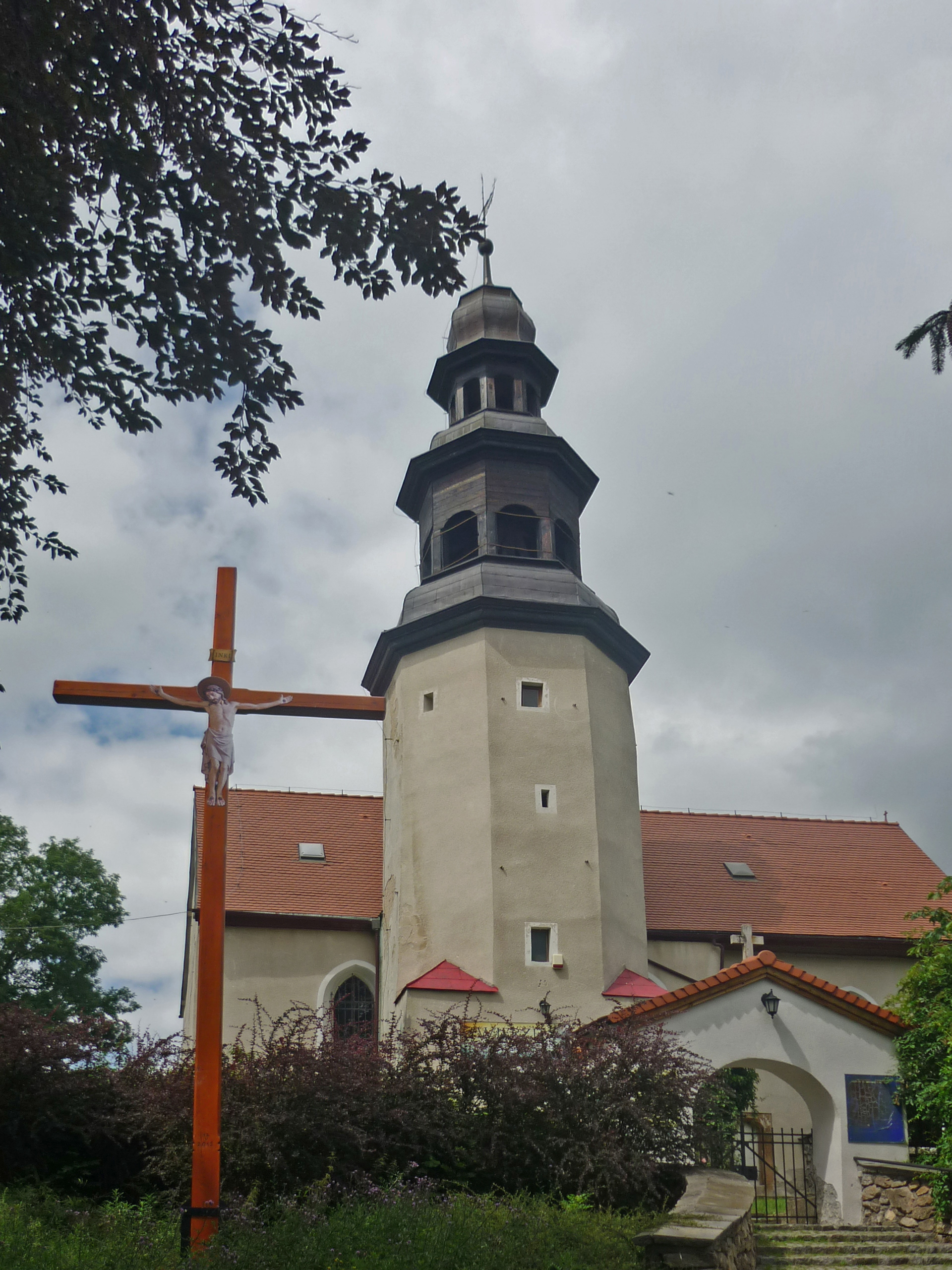
Kirche des Hl. Antonius von Padua

Kopaniec (deutsch Seifershau) ist ein Ort in der Landgemeinde Stara Kamienica (Alt Kamnitz) im Powiat Jeleniogórski der Woiwodschaft Niederschlesien in Polen. Es liegt auf einer Höhe von etwa 600 m im Isergebirge, einem Vorkamm des Riesengebirges.
In den Jahren 1975–1998 gehörte die Landgemeinde Stara Kamienica zur Woiwodschaft Jelenia Góra.

## Historische Namen
- 1343 Borau, Syfridshau
- 1747 Seiffershau
- 1945 Zalesie
- 1946 Kopaniec

Das um 1730 erbaute barocke Herrenhaus Seifershau verfiel und wurde 2001 abgetragen. 

## Sehenswürdigkeiten
- Römisch-katholische Kirche mit dem Patronat des Antonius von Padua (16. bis 18. Jahrhundert)
- Grabmäler an der Kirche
- Grabkapelle J. S. Braun (1769)
- Steinerne Schutzmauern im oberen Teil des Ortes
- Aussicht auf das Riesen- und Isergebirgsvorland
- Am Eulenstein (670 m) am Westhang des Ciemniak (Nebelberg) soll sich vormals ein heidnischer Tempel befunden haben.